# Bou Aiche
Bou Aiche (em árabe: بوعيش) é uma comuna localizada na província de Médéa, Argélia. De acordo com o censo de 2008, a população total da cidade era de 8 873 habitantes.